# Ljutomer
Ljutomer là một khu tự quản (tiếng Slovenia: občine, số ít – občina) trong vùng Pomurska của Slovenia. Ljutomer có diện tích 107.2 km2, dân số là theo điều tra ngày 31 tháng 3 năm 2002 là 11720 người. Thủ phủ khu tự quản Ljutomer đóng tại Ljutomer.